# Patinação de velocidade em pista curta nos Jogos Olímpicos de Inverno de 2002
A patinação de velocidade em pista curta nos Jogos Olímpicos de Inverno de 2002 consistiu de oito eventos, realizados no Delta Center, em Salt Lake City, nos Estados Unidos.

## Medalhistas
Masculino
| Evento                      | Ouro                                                                                         | Prata                                                                                         | Bronze                                               |
| --------------------------- | -------------------------------------------------------------------------------------------- | --------------------------------------------------------------------------------------------- | ---------------------------------------------------- |
| 500 metros detalhes         | Marc Gagnon CAN Canadá                                                                       | Johann Guilmette CAN Canadá                                                                   | Rusty Smith USA Estados Unidos                       |
| 1000 metros detalhes        | Steven Bradbury AUS Austrália                                                                | Apolo Anton Ohno USA Estados Unidos                                                           | Mathieu Turcotte CAN Canadá                          |
| 1500 metros detalhes        | Apolo Anton Ohno USA Estados Unidos                                                          | Li Jiajun CHN China                                                                           | Marc Gagnon CAN Canadá                               |
| Revezamento 5000 m detalhes | Marc Gagnon Johann Guilmette François-Louis Tremblay Mathieu Turcotte Éric Bédard CAN Canadá | Maurizio Carnino Fabio Carta Nicola Franceschina Nicola Rodigari Michele Antonioli ITA Itália | Feng Kai Guo Wei Li Jiajun Li Ye An Yulong CHN China |

Feminino
| Evento                      | Ouro                                                                     | Prata                                                        | Bronze                                                                        |
| --------------------------- | ------------------------------------------------------------------------ | ------------------------------------------------------------ | ----------------------------------------------------------------------------- |
| 500 metros detalhes         | Yang Yang (A) CHN China                                                  | Evgenia Radanova BUL Bulgária                                | Chunlu Wang CHN China                                                         |
| 1000 metros detalhes        | Yang Yang (A) CHN China                                                  | Gi-Hyun Ko KOR Coreia do Sul                                 | Yang Yang (S) CHN China                                                       |
| 1500 metros detalhes        | Ko Gi-Hyun KOR Coreia do Sul                                             | Choi Eun-Kyung KOR Coreia do Sul                             | Evgenia Radanova BUL Bulgária                                                 |
| Revezamento 3000 m detalhes | Choi Eun-Kyung Choi Min-Kyung Joo Min-Jin Park Hye-Won KOR Coreia do Sul | Sun Dandan Wang Chunlu Yang Yang (A) Yang Yang (S) CHN China | Isabelle Charest Marie-Eve Drolet Amelie Goulet-Nadon Alanna Kraus CAN Canadá |

## Quadro de medalhas
| Ordem | País               | Medalha de ouro | Medalha de prata | Medalha de bronze |    |
| ----- | ------------------ | --------------- | ---------------- | ----------------- | -- |
| 1     | CHN China          | 2               | 2                | 3                 | 7  |
| 2     | KOR Coreia do Sul  | 2               | 2                |                   | 4  |
| 3     | CAN Canadá         | 2               | 1                | 3                 | 6  |
| 4     | USA Estados Unidos | 1               | 1                | 1                 | 3  |
| 5     | AUS Austrália      | 1               |                  |                   | 1  |
| 6     | BUL Bulgária       |                 | 1                | 1                 | 2  |
| 7     | ITA Itália         |                 | 1                |                   | 1  |
| TOTAL | TOTAL              | 8               | 8                | 8                 | 24 |